# Maria Isabel da Saxónia (1736–1818)
Maria Isabel Apolônia Casimira Francisca Xaveria da Saxônia (em alemão: Maria Elisabeth Apollonia Kasimira Franziska Xaveria von Sachsen; Palácio Wilanów,  2 de fevereiro de 1736 - Dresden, 24 de dezembro de 1818) foi Princesa da Saxónia, filha de Augusto Frederico II, duque da Saxônia e da Lituânia, mais tarde rei da Polônia, e da arquiduquesa austríaca Maria Josefa, filha do imperador José I, Sacro Imperador Romano-Germânico.

## Biofrafia
Maria Isabelnasceu no Palácio Wilanów, em Polónia. Era filha do rei Augusto III da Polónia, príncipe-eleitor da Saxónia, e da arquiduquesa Maria Josefa da Áustria, filha do sacro-imperador José I da Áustria. A sua mãe era prima direita da imperatriz Maria Teresa da Áustria. A bebé foi baptizada com os nomes Maria Isabel Apolonia Casimira Francisca Xaveria, mas era conhecida simplesmente por Maria Isabel. Tinha mais catorze irmãos, entre eles o príncipe-eleitor Frederico Cristiano da Saxónia, a princesa Maria Ana Sofia da Saxónia, esposa do seu primo, o príncipe-eleitor Maximiliano III José da Baviera, a princesa Maria Josefa da Saxónia, mãe do rei Luís XVI de França ou a princesa Maria Cunegundes da Saxónia, que quase se casou com Luís Filipe II, duque de Orleães.
Cresceu na corte de Dresden e os seus pais deram grande importância à educação de todos os seus filhos. Maria Isabel aprendeu latim, francês, inglês, filosofia, geografia, religião, desenho, música e dança. Quando era criança, participou em óperas e singspiele organizados pela corte de Dresden.
Maria Isabel morreu no dia 24 de dezembro de 1818, solteiro e ela não tinha problema.

## Genealogia
| Maria Isabel da Saxónia | Pai: Augusto III da Polónia  | Avô paterno: Augusto II da Polónia                        | Bisavô paterno: João Jorge III da Saxónia                    |
| Maria Isabel da Saxónia | Pai: Augusto III da Polónia  | Avô paterno: Augusto II da Polónia                        | Bisavó paterna: Madalena Sibila de Brandemburgo-Bayreuth     |
| Maria Isabel da Saxónia | Pai: Augusto III da Polónia  | Avó paterna: Cristiana Everadina de Brandemburgo-Bayreuth | Bisavô paterno: Cristiano Ernesto de Brandemburgo-Bayreuth   |
| Maria Isabel da Saxónia | Pai: Augusto III da Polónia  | Avó paterna: Cristiana Everadina de Brandemburgo-Bayreuth | Bisavó paterna: Sofia Luísa de Württemberg-Winnental         |
| Maria Isabel da Saxónia | Mãe: Maria Josefa da Áustria | Avô materno: José I, Sacro Imperador Romano-Germânico     | Bisavô materno: Leopoldo I, Sacro Imperador Romano-Germânico |
| Maria Isabel da Saxónia | Mãe: Maria Josefa da Áustria | Avô materno: José I, Sacro Imperador Romano-Germânico     | Bisavó materna: Leonor Madalena de Neuburgo                  |
| Maria Isabel da Saxónia | Mãe: Maria Josefa da Áustria | Avó materna: Guilhermina Amália de Brunsvique-Luneburgo   | Bisavô materno: João Frederico de Brunsvique-Luneburgo       |
| Maria Isabel da Saxónia | Mãe: Maria Josefa da Áustria | Avó materna: Guilhermina Amália de Brunsvique-Luneburgo   | Bisavó materna: Benedita Henriqueta do Palatinado-Simmern    |

## Títulos, estilos e honras
- 2 de fevereiro de 1736 - 24 de dezembro de 1818 Sua Alteza Sereníssima Princesa Maria Isabel da Saxônia.